# 제11회 서울 국제 만화 애니메이션 페스티벌
제11회 서울 국제 만화 애니메이션 페스티벌은 2007년에 열린 시상식이다.

## 수상 및 후보

### 장편 - 그랑프리
- 아치와 씨팍 - 조범진 수상

### 장편 - 심사위원 특별상
- 르네상스 - 크리스티안 볼크만 수상

### 일반단편 - 그랑프리
- 하얀 늑대 - 피에르-뤽 그란종 수상

### 일반단편 - 우수상
- 쥐에 관한 단편안개 - 알렉스 웨일 수상

### 일반단편 - 심사위원 특별상
- 안개 - 에밀리오 라모스 수상

### 일반단편 - 관객상
- 마이 러브 - 알렉산드르 페트로브 수상

### 학생단편 - 그랑프리
- 이상한 새 - 데니스 퓨러 수상

### 학생단편 - 우수상
- 비밀 혹은 거짓말 - 김예니 수상

### 학생단편 - 심사위원 특별상
- 굿바이 송곳니 - 라이망 시몽 외2명 수상

### TV & 커미션드 - 심사위원 특별상
- 올리의 선택 - Saschka UNSELD  외1명 수상
- 쿠자이,그녀에게 마음을 뺐기다 - 치앙 슈 외1명 수상

### 인터넷 애니메이션 - 싸이월드 우수상
- 내 몸의 변화 - 미샤 캄프 수상
- 쓰레기 괴물 - 브람 조나단 수상

### 인터넷 애니메이션 - 네티즌 초이스
- 축복받은 기계 - 호시에 말리스 수상

### 인터넷 애니메이션 - 심사위원 특별상
- 플래시 탄생 10주년 - 민티 헌터 수상